# Rhamnella julianae
Rhamnella julianae är en brakvedsväxtart som beskrevs av Camillo Karl Schneider. Rhamnella julianae ingår i släktet Rhamnella och familjen brakvedsväxter. Inga underarter finns listade i Catalogue of Life.